# ريتشارد ويلي
ريتشارد ويلي (بالإنجليزية: Richard Wiley)‏ (19 نوفمبر 1944)؛ روائي أمريكي.